# Пари Нижний Новгород (футбольный клуб)
«Пари́ Ни́жний Но́вгород» (сокращённый вариант — «Пари НН») — российский футбольный клуб из Нижнего Новгорода. С 2021 года выступает в РПЛ и Кубке России. Основан 1 июня 2015 года. До 10 июня 2022 года носил название «Нижний Новгород», ранее — «Олимпиец» и «Волга-Олимпиец».

## Названия
- 2015—2016 — «Волга-Олимпиец»
- 2016—2018 — «Олимпиец»
- 2018—2022 — «Нижний Новгород»[1]
- С 2022 — «Пари Нижний Новгород»[2]

## История

### Предыстория
По окончании сезона-2011/12 ФК «Нижний Новгород» (основанный в 2007 году) потерял профессиональный статус и фактически был расформирован, слившись с «Волгой», но в дальнейшем эта команда (под брендом «Нижний Новгород») периодически собиралась и играла на любительском уровне.
Истоки основанного в 2015 году футбольного клуба «Волга-Олимпиец» берут своё начало от команды «Волга-Олимпиец», состоявшей из воспитанников нижегородского футбола, выступавшей на любительском уровне и являвшейся фарм-клубом главной команды региона тех лет — «Волги». В Первенстве России среди ЛФК (МФС «Приволжье») принимала участие объединённая команда двух футбольных школ Нижнего Новгорода — «Олимпиец» и ДЮСШ, носила разные названия, иногда находясь в партнёрстве с другими командами:
- в сезоне 2012 — команда «Нижний Новгород-Олимпиец-ДЮСШ». Выступала в объединении с «Нижним Новгородом» (немного ранее лишённым профессионального статуса). Была создана по инициативе министра образования Нижегородской области Сергея Наумова, являлась правопреемницей команды «Волга-Олимпиец», выступавшей в сезоне-2011 в чемпионате Нижегородской области. Составляла костяк главной студенческой команды региона, принявшей участие в чемпионате Европы среди студентов 2012[en] в испанской Кордобе[5];
- в сезоне 2013 — команда «Волга-Олимпиец», являвшаяся фарм-клубом «Волги»;
- в сезоне 2014 — в объединении с пешеланским «Шахтёром» как «Шахтёр-Волга-Олимпиец»[7];
- в сезоне 2015 команда «Волга-Олимпиец» стала называться «Олимпиец-ДЮСШ», с 8 июня — «Нижний Новгород-Олимпиец-ДЮСШ», выступила под брендом футбольного клуба «Нижний Новгород»[4]. При этом на региональном уровне появилась команда «Волга-Олимпиец» («Волга-2» — дубль «Волги»)[8], которая и заявилась на сезон-2015/16 в ПФЛ уже в качестве футбольного клуба[9][10].

На региональном уровне играли команды с названиями «Волга-Олимпиец-ДЮСШ-Д»/«ДЮСШ-Олимпиец-НИК-Д» (с 2018 года — в III дивизионе/ЛФК — РЦПФ «Олимпиец-М», РЦПФ «Нижний Новгород-М»), «ДЮСШ-Олимпиец-Д».

### 2015—2016: «Волга-Олимпиец»
1 июня 2015 года был создан футбольный клуб «Региональный центр подготовки футболистов „Волга-Олимпиец“». Основной целью клуба, заявившегося в Профессиональную футбольную лигу, ставилось развитие нижегородского футбола путём отбора лучших местных воспитанников. У лучших был шанс продолжить выступления за главную команду Нижегородской области — ФК «Волга». Первая игра в рамках стартового тура Первенства ПФЛ-2015/16 была проведена 20 июля 2015 года в Дзержинске на стадионе «Химик» против местного «Химика», встреча закончилась вничью 1:1, первый гол в истории «Олимпийца» забил Михаил Сорочкин. Домашние матчи команда «Волга-Олимпиец», перед которой ставилась задача завоевать путёвку в ФНЛ, в течение всего сезона проводила на стадионе «Северный». В итоге клуб занял 3-е место в зоне «Урал-Поволжье», лишь на одно очко отстав от ижевского «Зенита», ставшего вторым. 15 июня 2016 года «Волга» объявила о расформировании. Чуть ранее, 3 июня, ФК «Волга-Олимпиец» исключил из своего названия слово «Волга». Министр спорта Нижегородской области Сергей Панов заявил, что «Олимпиец» будет преемником «Волги».

### 2016—2018: «Олимпиец»
В своём втором сезоне в Первенстве ПФЛ, сезоне-2016/17, команда проводила домашние матчи на Центральном стадионе «Локомотив». 13 сентября 2016 года «Олимпиец» одержал самую крупную победу в своей истории, разгромив у себя дома «Динамо» Киров со счётом 7:0. 30 мая 2017 года, проводя свой пятидесятый матч, за тур до конца первенства клуб оформил путёвку в Футбольную национальную лигу, одержав победу над «Ностой» со счётом 3:0 и заняв первое место в зоне «Урал-Приволжье».
Сезон-2017/18 в ФНЛ клуб клуб начал с двух ничейных результатов на своём поле: 2:2 с курским «Авангардом», который тоже в прошлом сезоне выступал в ПФЛ и 0:0 с «Крыльями Советов», которые в прошлом сезоне выступали в премьер-лиге, в этих и последующих домашних матчах команда принимала своих соперников в Дзержинске на стадионе «Химик», вследствие реконструкции «Локомотива». После введения в строй стадиона «Нижний Новгород» клуб в рамках тестирования при подготовке к чемпионату мира 2018 года провёл три домашних матча на нём (весной 2018 года).
21 сентября 2017 года клуб в рамках в 1/16 финала Кубка России обыграл клуб премьер-лиги «Уфа» в серии пенальти (1:1, 4:1 по пенальти). Вратарь «Олимпийца» Артур Анисимов отбил пенальти, а также исполнил победный удар «паненкой». 19 октября 2017 года было объявлено, что «Олимпиец» сыграет свой первый матч на новом стадионе «Нижний Новгород» 15 апреля 2018 года. Первый матч на стадионе был проигран «Зениту-2» со счётом 0:1, единственный мяч забил на 59-й минуте Андрей Панюков, но во втором матче на этом же стадионе 28 апреля 2018 года нижегородцы одержали победу над клубом «Ротор-Волгоград» со счётом 1:0, единственный гол забил Юрий Морозов на 90+2-й минуте. В третьем матче на новой арене 6 мая 2018 года «Олимпиец» выиграл у владивостокского «Луча-Энергии» — 1:0, гол на 85-й минуте забил Игорь Ламбарский. В сезоне 2017/18 «Олимпиец» занял 12-е место, набрав 44 очка.

### 2018—2022: «Нижний Новгород»
В год чемпионата мира, матчи которого проходили в том числе и на стадионе «Нижний Новгород», клуб претерпел существенные изменения. Куратором клуба вместо Дмитрия Сватковского был назначен Глеб Никитин — губернатор (тогда — врио) Нижегородской области. 28 июня 2018 года клуб сменил название «Олимпиец» на «Нижний Новгород» (при этом рассматривался вариант и переименования в «Волгу»). Вместо покинувшего команду Николая Писарева назначен новый главный тренер Дмитрий Черышев. Вместе с Черышевым в команду пришли несколько новичков, среди которых Максим Палиенко, Павел Игнатович, Руслан Абазов, Артём Делькин. В сезоне 2018/19 команда заняла 4-е место и приняла участие в стыковых матчах с «Крыльями Советов», где в первом матче уступила дома со счётом 1:3, а в ответном выиграла в гостях — 1:0. По итогам переходных игр (2:3) «Нижний Новгород» остался в ФНЛ.
Осенью 2019 года ФК «Нижний Новгород» покинул главный тренер Дмитрий Черышев, новым главным тренером был назначен Роберт Евдокимов. С ним команда в сезоне 2019/20 заняла 11-е место в Первенстве ФНЛ. Тот сезон в ФНЛ не был доигран из-за пандемии коронавируса. Его было решено завершить после 27-го тура. В Кубке России 2019/20 (также как и годом ранее) нижегородцы дошли до 1/8 финала. В этом турнире были обыграны московский «Арарат» и «Краснодар», но в 1/8 финала «Нижний Новгород» уступил по пенальти ярославскому «Шиннику».
В 2020 году в Кубке России 2020/21 нижегородцы в 1/64 финала обыграли «Томь» (1:0). А затем в групповом турнире выиграли один матч из двух: в серии пенальти был побеждён иркутский «Зенит» со счётом 4:3. Во втором матче волжане на домашнем стадионе в серии пенальти уступили клубу РПЛ «Химкам» со счётом 9:10 (основное время матча завершилось вничью — 1:1) и, таким образом, не вышли в 1/8 финала турнира. По итогам сезона 2020/21 клуб занял 3-е место в ФНЛ, что позволило ему выйти в РПЛ, так как «Оренбург», занявший 2-е место, не прошёл процедуру лицензирования.
17 июня 2021 года команду возглавил работавший ранее в «Томи» Александр Кержаков. 26 июля в дебютном матче РПЛ под его руководством нижегородская команда на своём стадионе обыграла «Сочи», забив мяч на 68-й минуте встречи. Автором первого гола «Нижнего Новгорода» в Премьер-лиге стал Игорь Горбунов.
По итогам чемпионата 2021/22 нижегородцы заняли 11-е место — самое высокое для нижегородских клубов в РПЛ в ХXI веке.

### С 2022: «Пари Нижний Новгород»
10 июня 2022 года стало известно о переименовании клуба в «Пари Нижний Новгород» по спонсорскому соглашению с букмекерской конторой PARI. По информации «РБ Спорт», размер выплат составит 450 млн рублей ежегодно, что является самым дорогим букмекерским контрактом среди клубов РПЛ. В сезоне 2022/23 клуб по итогам чемпионата занял 13-е место в турнирной таблице и отправился в стыковые матчи за право сохранения места в Российской премьер-лиге, где сыграл с московской «Родиной», и сначала победил в гостях (0:3), а затем проиграл ей в домашнем матче (0:2), но по суммарному счёту по итогам двух матчей (3:2) клуб сохранил место в РПЛ на следующий сезон. В сезоне 2023/24 «Пари Нижний Новгород» по итогам чемпионата опять занял 13-е место, в связи с чем вновь принял участие в стыковых матчах за право выступления в Премьер-лиге, где в первом матче проиграл 1:2 тульскому «Арсеналу», а в ответной встрече нижегородский клуб выиграл со счётом 2:0 и тем самым продолжил выступать в высшем дивизионе.

## Стадион
В Первенстве ПФЛ команда играла на стадионах «Северный» (2015/16) и «Локомотив» (2016/17). В связи с ремонтом и подготовкой к чемпионату мира 2018 в качестве тренировочной площадки «Локомотива» сезон 2017/18 в ФНЛ команда играла в Дзержинске на стадионе «Химик». Тогда лишь в трёх домашних играх (против «Зенита-2» — 0:1, «Ротора» — 1:0 и «Луча-Энергии» — 1:0) команда сыграла на новом стадионе «Нижний Новгород» (с сезона 2025/26 — «Совкомбанк Арена»), на котором играет домашние матчи с сезона 2018/19.

## Визитная карточка

### Эмблемы команды
|  |  |  |

### Клубные цвета
| Голубой | Белый | Синий |

### Форма

#### Домашняя
| 2018/19 | 2019/20 | 2020/21 | 2021/22 | 2022/23 | 2023/24 |

#### Гостевая
| 2018/19 | 2019/20 | 2020/21 | 2021/22 | 2022/23 | 2023/24 |

#### Резервная
| 2022/23 | 2023/24 |

Источники:,

## Достижения

### Клуба
Первая лига
- Бронзовый призёр: 2020/21

ПФЛ (зона «Урал-Приволжье»)
- Победитель: 2016/17
- Бронзовый призёр: 2015/16

Кубок России
- 1/4 финала (1-й этап): 2022/23 (путь регионов)

### Игроков
- Лучший бомбардир ПФЛ (зона «Урал-Приволжье»): 2016/17 — Игорь Горбунов (10)

## Клубные рекорды
Самые крупные победы
- «Олимпиец» — «Динамо» (Киров) — 7:0 (13.09.2016)

Самые крупные поражения
- «Сочи» — «Пари Нижний Новгород» — 6:1 (12.05.2024)[51]

Игроки рекордсмены
Рекордсмены клуба по количеству сыгранных матчей и по количеству забитых мячей. Жирным выделены действующие игроки ФК «Пари Нижний Новгород».
| Рекордсмены клуба по количеству матчей | Рекордсмены клуба по количеству матчей |
| Игрок                                  | Матчи                                  |
| -------------------------------------- | -------------------------------------- |
| Кирилл Гоцук                           | 168                                    |
| Артур Анисимов                         | 152                                    |
| Николай Калинский                      | 149                                    |
| Никита Каккоев                         | 146                                    |
| Андрей Хрипков                         | 122                                    |
| Артём Абрамов                          | 114                                    |
| Игорь Горбунов                         | 114                                    |
| Тимур Сулейманов                       | 112                                    |
| Юрий Морозов                           | 102                                    |
| Александр Сапета                       | 97                                     |

| Лучшие бомбардиры в истории клуба | Лучшие бомбардиры в истории клуба |
| Игрок                             | Голы                              |
| --------------------------------- | --------------------------------- |
| Николай Калинский                 | 26                                |
| Тимур Сулейманов                  | 25                                |
| Игорь Горбунов                    | 19                                |
| Игорь Беляков                     | 15                                |
| Хуан Мануэль Боселли              | 14                                |
| Кирилл Гоцук                      | 14                                |
| Максим Палиенко                   | 14                                |
| Александр Сапета                  | 11                                |
| Тимур Аюпов                       | 11                                |
| Павел Игнатович                   | 11                                |

## Главные тренеры
- Валерий Богданец (10 июля[53] — 9 декабря 2015[54])
- Константин Галкин[55] (4 января 2016 — 7 февраля 2017[56])
- Николай Писарев[57] (7 февраля 2017[58] — 7 июля 2018[59])
- Дмитрий Черышев[60] (11 июля 2018[61] — 15 октября 2019[62])
- Роберт Евдокимов (16 октября 2019[63] — 4 мая 2021[64])
- Антон Хазов[65] (4 мая 2021 — 17 июня 2021; и. о.)
- Александр Кержаков (17 июня 2021[66] — 31 мая 2022[67])
- Михаил Галактионов (16 июня 2022[68] — 11 ноября 2022[69])
- Антон Хазов (11 ноября 2022[70] — 31 декабря 2022; и. о.)
- Артём Горлов (31 декабря 2022[71] — 4 апреля 2023[72])
- Сергей Юран (4 апреля 2023[73] — 28 апреля 2024[74])
- Саша Илич (4 мая 2024[75] — 5 октября 2024[76])
- Виктор Гончаренко (9 октября 2024[77] — 12 июня 2025[78])
- Алексей Шпилевский (16 июня 2025[79] — н. в.)

## Капитаны команды
- 2018—2019 —  Андрей Хрипков[80]
- 2019—2020 —  Артур Анисимов[81]
- 2020—2021 —  Александр Сапета
- 2021—2025 —  Кирилл Гоцук
- 2025—н.в. —  Мамаду Майга[82]

## Руководство клуба
- Давид Мелик-Гусейнов — генеральный директор
- Евгений Галкин — первый заместитель генерального директора
- Максим Богомолов — заместитель генерального директора по административным вопросам
- Александра Ильина — заместитель генерального директора по коммуникациям и проектной деятельности
- Мария Широкова — заместитель генерального директора по экономике и финансам
- Максим Хрипунов — заместитель генерального директора по вопросам коммерции и развития
- Андрей Анкудимов — заместитель генерального директора по спортивной аналитике
- Александр Удальцов — спортивный директор

## Тренерский штаб
- Алексей Шпилевский — главный тренер
- Александр Колоцей — старший тренер
- Адам Адамос — тренер
- Омер Эрбай — тренер
- Джордже Пантич — тренер вратарей
- Христос Пападопулос — тренер по физической подготовке

## Состав
| 1  | Флаг России   | Вр  | Вадим Лукьянов                 | 2002 |  |  |  |  |  |
| 30 | Флаг России   | Вр  | Никита Медведев (вице-капитан) | 1994 |  |  |  |  |  |
| 51 | Флаг России   | Вр  | Егор Кошкин                    | 2006 |  |  |  |  |  |
|    |               |     |                                |      |  |  |  |  |  |
| 2  | Флаг России   | Защ | Виктор Александров             | 2002 |  |  |  |  |  |
| 15 | Флаг России   | Защ | Александр Эктов                | 1996 |  |  |  |  |  |
| 16 | Флаг России   | Защ | Ярослав Крашевский             | 2004 |  |  |  |  |  |
| 22 | Флаг России   | Защ | Никита Каккоев                 | 1999 |  |  |  |  |  |
| 23 | Флаг Колумбии | Защ | Хуан Кастильо                  | 2002 |  |  |  |  |  |
| 24 | Флаг Панамы   | Защ | Эдгардо Фаринья                | 2001 |  |  |  |  |  |
| 25 | Флаг Словении | Защ | Свен Карич                     | 1998 |  |  |  |  |  |
| 52 | Флаг России   | Защ | Артём Чистяков                 | 2007 |  |  |  |  |  |
| 70 | Флаг России   | Защ | Максим Шнапцев                 | 2004 |  |  |  |  |  |
|    |               |     |                                |      |  |  |  |  |  |
| 7  | Флаг России   | ПЗ  | Владислав Карапузов            | 2000 |  |  |  |  |  |
| 8  | Флаг Мали     | ПЗ  | Мамаду Майга (капитан)         | 1995 |  |  |  |  |  |

| 10 | Флаг России   | ПЗ  | Александр Трошечкин              | 1996 |  |  |  |  |  |
| 11 | Флаг Грузии   | ПЗ  | Вахо Бедошвили                   | 2003 |  |  |  |  |  |
| 19 | Флаг России   | ПЗ  | Никита Ермаков                   | 2003 |  |  |  |  |  |
| 21 | Флаг Ямайки   | ПЗ  | Реналдо Сефас                    | 1999 |  |  |  |  |  |
| 29 | Флаг Словении | ПЗ  | Лука Вешнер Тичич                | 2000 |  |  |  |  |  |
| 77 | Флаг России   | ПЗ  | Андрей Ивлев                     | 2006 |  |  |  |  |  |
| 78 | Флаг России   | ПЗ  | Николай Калинский (вице-капитан) | 1993 |  |  |  |  |  |
| 80 | Флаг России   | ПЗ  | Валерий Царукян                  | 2001 |  |  |  |  |  |
| 88 | Флаг России   | ПЗ  | Даниил Лесовой                   | 1998 |  |  |  |  |  |
|    |               |     |                                  |      |  |  |  |  |  |
| 9  | Флаг Уругвая  | Нап | Тиаго Весино                     | 1999 |  |  |  |  |  |
| 20 | Флаг Уругвая  | Нап | Хуан Боселли                     | 1999 |  |  |  |  |  |
| 27 | Флаг России   | Нап | Вячеслав Грулёв                  | 1999 |  |  |  |  |  |
| 40 | Флаг Нигерии  | Нап | Олакунле Олусегун                | 2002 |  |  |  |  |  |

### Игроки в аренде
| \| № \| \| Поз. \| Имя \| Год рождения \| \| -- \| \| ---- \| ------------------------------------------------------- \| ------------ \| \| \| \| ПЗ \| Иван Сутугин (в «Спартаке» (Кострома) до 30 июня 2026) \| 2003 \| \| 17 \| \| Нап \| Станислав Лапинский (в «Велесе» до 30 июня 2026) \| 2005 \| \| 81 \| \| Вр \| Иван Кукушкин (в «Балтике» до 31 декабря 2025) \| 2002 \| \| 88 \| \| Защ \| Кирилл Глущенков (в «Торпедо-БелАЗ» до 31 декабря 2025) \| 2000 \| |             |      |                                                         |              |
| № |             | Поз. | Имя                                                     | Год рождения |
| | Флаг России | ПЗ   | Иван Сутугин (в «Спартаке» (Кострома) до 30 июня 2026)  | 2003         |
| 17 | Флаг России | Нап  | Станислав Лапинский (в «Велесе» до 30 июня 2026)        | 2005         |
| 81 | Флаг России | Вр   | Иван Кукушкин (в «Балтике» до 31 декабря 2025)          | 2002         |
| 88 | Флаг России | Защ  | Кирилл Глущенков (в «Торпедо-БелАЗ» до 31 декабря 2025) | 2000         |

## Молодёжная и вторая команды
В молодёжной футбольной лиге с сезона 2021/22 участвует команда «Нижний Новгород», с сезона 2024 года — «Пари НН-М».
18 января 2024 года в структуре клуба для участия во Второй лиге создана команда «Пари НН-2». Однако 18 декабря 2024 года она была упразднена.
Домашний стадион — «Локомотив».